# 대전지방법원 서산지원
대전지방법원 서산지원은 대전지방법원의 관할 사건 중에서 서산시와 당진시, 태안군을 관할하는 형사단독 사건, 즉결심판 사건의 재판과 서산시를 관할하는 등기에 관한 법원이다.

## 관할 구역
- 재판관할구역: 서산시, 당진시, 태안군
- 등기관할구역: 서산시
- 즉결관할구역: 서산경찰서

## 조직
- 사무과
  - 서무계
  - 보관금
  - 가족관계등록계
- 민형과
  - 민형과장
  - 공탁, 과태료
  - 민사,가사 사건접수
  - 민사,가사 문건접수(제증명)
  - 형사접수, 약식
  - 신청
  - 책임제한 사건계
  - 민사,형사,가사 합의부
  - 제4,5민사부(사정재판 이의)
  - 민사1~2단독
  - 소액, 가사단독
  - 형사1~2단독
  - 재산명시, (전자)독촉
  - 경매접수계
  - 기타집행계
  - 경매1~6계
- 등기과
  - 등기과장
  - 조사1계
  - 조사2계, 민원상담
  - 등본발급, 확정일자
- 기타
  - 집행관실
  - 구내 은행

## 시·군법원

### 태안군법원
- 소액심판사건
- 화해·독촉 및 조정에 관한 사건
- 즉결심판사건
- 협의이혼사건
- 가압류사건(피보전채권액이 3,000만원 이하인 경우만 해당) 가압류이의, 가압류취소사건
- 기타 시·군법원의 재판에 부수되는 신청사건
- 공탁사건
  - 변제공탁: 시·군법원에서 종결된 확정판결(화해, 조정, 독촉 포함)에 의한 변제공탁
  - 재판상 보증공탁: 시·군법원 신청사건의 재판상 보증공탁

### 당진시법원
- 소액심판사건
- 화해·독촉 및 조정에 관한 사건
- 즉결심판사건
- 협의이혼사건
- 가압류사건(피보전채권액이 3,000만원 이하인 경우만 해당) 가압류이의, 가압류취소사건
- 기타 시·군법원의 재판에 부수되는 신청사건
- 공탁사건
  - 변제공탁: 시·군법원에서 종결된 확정판결(화해, 조정, 독촉 포함)에 의한 변제공탁
  - 재판상 보증공탁: 시·군법원 신청사건의 재판상 보증공탁

## 지원장
| 순번 | 이름   | 재임 기간                          |
| ---- | ------ | ---------------------------------- |
| 1대  | 이운근 | 1945년 12월 5일 ~ 1954년 1월 4일   |
| 2대  | 유기로 | 1954년 1월 5일 ~ 1959년 5월 22일   |
| 3대  | 박철   | 1959년 5월 23일 ~ 1960년 8월 3일   |
| 4대  | 윤홍만 | 1960년 8월 4일 ~ 1961년 8월 25일   |
| 5대  | 김종성 | 1961년 8월 26일 ~ 1962년 7월 16일  |
| 6대  | 배영준 | 1962년 7월 17일 ~ 1963년 10월 22일 |
| 7대  | 이상원 | 1963년 9월 9일 ~ 1963년 10월 22일  |
| 8대  | 구용완 | 1963년 10월 23일 ~ 1965년 6월 30일 |
| 9대  | 서철모 | 1965년 7월 1일 ~ 1969년 10월 9일   |
| 10대 | 김억규 | 1969년 4월 7일 ~ 1969년 10월 9일   |
| 11대 | 김성일 | 1969년 10월 10일 ~ 1971년 3월 31일 |
| 12대 | 전충환 | 1971년 4월 1일 ~ 1973년 3월 31일   |
| 13대 | 박보무 | 1973년 4월 1일 ~1975년 9월 30일    |
| 14대 | 박원철 | 1975년 10월 1일 ~ 1978년 9월 17일  |
| 15대 | 김기천 | 1978년 9월 18일 ~ 1980년 9월 9일   |
| 16대 | 윤여헌 | 1980년 9월 10일 ~ 1981년 8월 31일  |
| 17대 | 강종쾌 | 1981년 9월 1일 ~ 1983년 8월 31일   |
| 18대 | 조홍은 | 1983년 9월 1일 ~ 1984년 8월 31일   |
| 19대 | 노원욱 | 1984년 9월 1일 ~ 1987년 8월 31일   |
| 20대 | 박송하 | 1987년 9월 1일 ~ 1990년 2월 28일   |
| 21대 | 양동관 | 1990년 3월 1일 ~ 1992년 2월 20일   |
| 22대 | 유형한 | 1992년 2월 21일 ~ 1995년 2월 28일  |
| 23대 | 변진장 | 1995년 3월 1일 ~ 1997년 2월 26일   |
| 24대 | 조용연 | 1997년 2월 27일 ~ 1999년 2월 28일  |
| 25대 | 이연승 | 1999년 3월 1일 ~ 2000년 2월 17일   |
| 26대 | 성낙송 | 2000년 2월 18일 ~ 2001년 2월 18일  |
| 27대 | 황병하 | 2001년 2월 19일 ~ 2002년 2월 17일  |
| 28대 | 김용석 | 2002년 2월 18일 ~ 2003년 2월 18일  |
| 29대 | 한승   | 2003년 2월 19일 ~ 2004년 2월 17일  |
| 30대 | 황성주 | 2004년 2월 18일 ~ 2006년 2월 19일  |
| 31대 | 김승표 | 2006년 2월 20일 ~ 2007년 2월 20일  |
| 32대 | 김재호 | 2007년 2월 21일 ~ 2009년 2월 22일  |
| 33대 | 김정욱 | 2009년 2월 23일 ~ 2011년 2월 27일  |
| 34대 | 김용철 | 2011년 2월 28일 ~ 2013년 2월 24일  |
| 35대 | 성보기 | 2013년 2월 25일 ~ 2015년 2월 22일  |
| 36대 | 권덕진 | 2015년 2월 23일 ~ 2016년 2월 21일  |
| 37대 | 한경환 | 2016년 2월 22일 ~ 2018년 2월 25일  |
| 38대 | 문봉길 | 2018년 2월 26일 ~ 2020년 2월       |
| 39대 | 이동욱 | 2020년 2월 ~                       |

## 같이 보기
- 대법원
- 대전지방법원